# Konya
Konya, històricament coneguda en català com a Iconi (llatí: Iconium; grec antic: Ἰκόνιον, Ikónion), és una ciutat de Turquia, a l'altiplà central d'Anatòlia. És capital de la província de Konya i el districte de Konya. El 2007 tenia 1.412.343 habitants.

## Història
Iconi fou una ciutat de l'Àsia Menor que Xenofont considerava la ciutat més oriental de la regió de Frígia, però més tard apareix com la principal ciutat de Licaònia. Estrabó, al segle i aC, diu que era una ciutat petita però en creixement i en un lloc fèrtil. Plini el Vell ja la descriu com una ciutat populosa habitada per grecs i jueus. En aquest temps, la ciutat formava una tetrarquia amb catorze ciutats de la qual Iconi era capital. En el regnat de Gal·liè les monedes l'esmenten com a colònia, cosa que no és esmentada en cap altra font. A la divisió de l'Imperi el 395, va quedar dins de l'Imperi Romà d'Orient.
Als segles viii, ix i x fou escenari d'incursions àrabs, però no se'n sap de cap que ataqués la mateixa ciutat, es creu que era evitada expressament per ser una base militar. Va ser ocupada pels turcs seljúcides el 1069 i va quedar en el seu poder definitivament després de la batalla de Mantziciert del 1071. Els turcs la van anomenar Konya, que és encara el seu nom. El 1097 durant la Tercera Croada, els croats saquejaren la ciutat després de la batalla d'Iconi prenent una gran quantitat de botí, quan les muralles no estaven en gaire bon estat, però sí els jardins.
La ciutat fou ocupada per l'emirat de Karaman del 1277 al 1278, i hi va instal·lar un pretendent seljúcida de nom Djirmi. Quan el soldà seljúcida Masud II va morir el 1308, Bedreddin Mahmud Bey va veure la seva oportunitat de capturar la capital dels seljúcides, que el 1313 va passar definitivament a Karaman, però els emirs karamànides van conservar la capital a Laranda. Fou ocupada per Baiazet I el 1397, però perduda pels otomans el 1402 i retornada per Tamerlà a Karaman, en mans del qual va restar fins al 1475, quan l'emirat fou definitivament annexionat pels otomans. No va tenir un paper important durant l'imperi. El 1832 a les portes de la ciutat, l'exèrcit turc era derrotat per les forces egípcies d'Ibrahim Paixà d'Egipte. El 1864 fou erigida en vilayat. El 1895 tenia uns 45.000 habitants, dels quals 42.300 eren musulmans i 1.550 cristians armenis, més 900 cristians grecs; la ciutat tenia 21 mesquites i 5 esglésies. Una església fou construïda el 1911 pels treballadors italians del ferrocarril. La població armènia fou exterminada i la grega va haver de marxar a Grècia el 1923.

## Monuments
- Hoca Hasan Medjid, datada vers 1200
- Muralles, destruïdes al segle xx
- Alaeddin Cami (iniciada per Kaykaus I)
- Türbe de Kilidj Arslan (datada 1219-1221), mausoleu de la dinastia (excepte Kaykaus I, que està enterrat a Sivas)
- Ipliçi Cami (1220-1230), reconstruïda el 1332, excepte el mihrab; la mesquita és ara un museu
- Sahip Ata Cami (1258)
- Sadreddin Konevi Cami (1274/1275)
- Türbe de Khurrem Pasha (1527)
- Türbe de Sinan Pasha 1573/1574
- Türbe de les filles de Kücük Murad Pasha (1585)
- Türbe de Shaykh Khalil (1597)
- Biblioteca de Yusuf Agha (1794)
- Pir Paşa Cami (1519)
- Serefeddin Cami (1220-1230, reconstrucció de 1445, transformada el 1636)
- Kapi Cami (1650)
- Abdülaziz Cami (1876)
- Sirçah, madrassa (1242/1243)
- Karatay, madrassa (1251/1252)
- Kücük Karatay, madrassa (1248/1249)
- Ince Minerali, madrassa (1264/1265)
- Beşarebey, mesquita (1213)
- Abdülaziz, mesquita (1214/1215)
- Şekerfurus, mesquita (1220)
- Taş (pedra) coneguda com a mesquita d'Haci Ferru (1215)
- Hatunye, mesquita (1229/1230) amb el minaret Güdük
- Bulgur Tekke, mesquita (1240-1250)
- Karatay, mesquita (1248/1249)
- Sırçalı, mesquita (1248/1249)
- Beyhekim, mesquita (1270-1280)
- Karaarslan, mesquita (1280)
- Tahir ile Zühre (1280)
- Kadi Mürsel (1409)
- Hasbey Darülhuffaz (1421)
- Türbe de Gömeç Hatun (1275-1285)
- Türbe Fakidede (1421-1456)
- Font Kapu Çeşme
- Font Akçeşme (1555)
- Bahkh Çeşme
- Gran mesquita de pilars de Mehmed Bey (karamànida) a Meram, prop de Konya (1402)
- Hammams d'Ibrahim Bey (rodalies) (1424)
- Kandemir Han o Yanziönü, caravanserrall (1206)
- Kizil Ören Han, caravanserrall (1207)
- Dokuzun Han, caravanserrall (1210)
- Altunba o Altunapa Han, caravanserrall (inicis del segle xiii)
- Zazadin o Sadaddin Han, caravanserrall (1235-1236)

## Galeria d'imatges

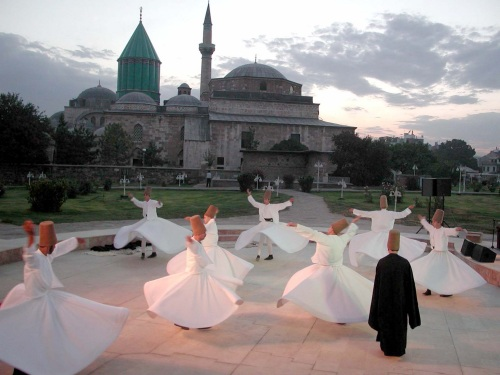
Museu Mevlana
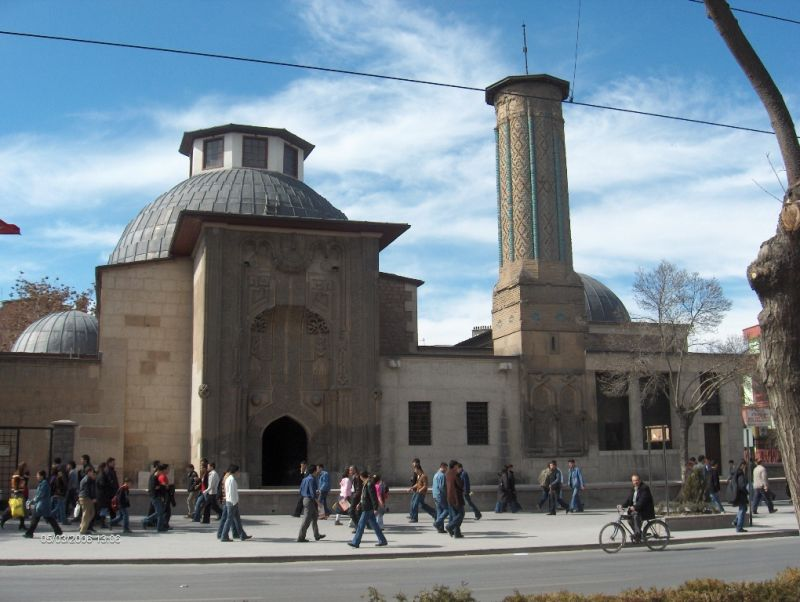
İnce Minareli, madrassa